# Aagot Christie Løken
Aagot Christie Løken (ur. 1 lutego 1911 w Kabelvåg, zm. 1 stycznia 2007) – norweska neuropatolog.
Studiowała na uniwersytecie w Oslo, tytuł doktora medycyny otrzymała w 1946 roku. Specjalizowała się w neuropatologii w Armed Forces Institute of Pathology.
Niezależnie od Borisa Seniora opisała zespół, znany dziś jako zespół Seniora-Løken.

## Wybrane prace
- (1970) A somatotopical pattern in the human lateral vestibular nucleus[2]
- (1957) On the relation of atypical pinealomas to teratoid tumours[3]